# Лесбос
Лесбос или Митилини (на гръцки: Λέσβος, Лесвос) е гръцки остров в североизточната част на Егейско море, разположен в близко съседство с Мала Азия. Той е самостоятелен дем в състава на административна област Северен Егей.

## География
Лесбос е третият по площ гръцки остров и 8-и в Средиземно море. Заема 1633 km² с 320 km брегова ивица. Разположен е в непосредствена близост до бреговете на Турция, от които го отделят съотвено протоците Муселим (ширина 9 km) на север и Митилини (ширина 13 km) на изток, а на юг до турския полуостров Чешме са 32 km. На 47 km на юг е разположен гръцкия остров Хиос, а на 74 km на северозапад – остров Лимнос. Бреговата му линия е силно разчленена, като дълбоко в сушата се вдават заливите Калони (дължина 21 km) на юг и Герас (дължина 19 km) на югоизток. Преобладаващият релеф е хълмист и нископланински с височина до 967 m (връх Олимбос), издигащ се в южната част на острова между заливите Калони и Герас. Изграден е от варовици, слюдести шисти, мрамори и вулканични лави. Климатът е мек, средиземноморски. Средната годишна температура е 18 °C. Снегът и много ниските температури са рядкост. Покрит е със средиземноморска растителност, а по най-високите части на малко места са се запазили естествени борови гори. Разработват се находища на манганови, оловни и хромови руди и барит и множество кариери за добив на мрамор. В подножията на планинските масиви бликат термални извори. Остров Лесбос е един от най-важните райони на Гърция по производство на маслини (на острова има над 900 хил. маслинови дръвчета) и захтин. Отглеждат се още тютюн, цитрусови плодове, смокини. Важен поминък на населението е риболова, което е приблизително 90 000, една трета от което живее в столицата Митилини (в югоизточната част на острова).

## История
Митилини е основан през 11 век пр.н.е. от семейство Пентилиде (Penthilidae), което идва от Тесалия и управлява до народното въстание от 590 пр.н.е., в което участват поетът Алкей и законодателят Питак.
Лесбос е родно място на редица известни личности. В древни времена Арион развива вид поема, наречен дитирамб, а родоначалникът на трагедията Терпандър изобретява 7-нотната музикална скала за лира. Древногръцката поетеса Сафо е също от остров Лесбос, като думата лесбийка произлиза от името на острова. Тук е роден и е творил поетът Алкей, включен в списъка на „Деветимата поети на Елада“. В по-нови времена поетът Одисеас Елитис, потомък на старо семейство от Лесбос, получава Нобелова награда.

## Виж още
- Егейски университет (Гърция)